# Nam Bình, Phúc Kiến
Nam Bình (tiếng Trung: 南平市 bính âm: Nánpíng Shì, Hán-Việt: Nam Bình thị) là một địa cấp thị của tỉnh Phúc Kiến, Trung Quốc. Nam Bình Giáp Ninh Đức về phía Đông, Tam Minh về phía Nam, tỉnh Chiết Giang về phía Bắc và tỉnh Giang Tây về phía Tây. Nam Bình nổi tiếng vì có
khu thắng cảnh Vũ Di Sơn, một di sản thế giới hỗn hợp tự nhiên và văn hóa của UNESCO.

## Hành chính
Địa cấp thị Nam Bình quản lý 2 thị hạt khu, 3 thành phố cấp huyện, 5 huyện
- Quận Diên Bình (延平区)
- Quận Kiến Dương (建阳市)
- Thành phố cấp huyện Thiệu Vũ (邵武市)
- Thành phố cấp huyện Vũ Di Sơn (武夷山市)
- Thành phố cấp huyện Kiến Âu (建瓯市)
- Huyện Thuận Xương (顺昌县)
- Huyện Phố Thành (浦城县)
- Huyện Quang Trạch (光泽县)
- Huyện Tùng Khê (松溪县)
- Huyện Chính Hòa (政和县)